# Kappa Octantis
Kappa Octantis (18 Octantis) é uma estrela na direção da constelação de Octans. Possui uma ascensão reta de 13h 40m 56.18s e uma declinação de −85° 47′ 09.6″. Sua magnitude aparente é igual a 5.56. Considerando sua distância de 256 anos-luz em relação à Terra, sua magnitude absoluta é igual a 1.08. Pertence à classe espectral A2m....